# باذنجانيات
الباذنجانيات رتبة نباتية تضم فصائل من أهمها الباذنجانية والمحمودية.